# Santiago Escobar Saldarriaga
Santiago Escobar Saldarriaga (Medellín, 13 de enero de 1964) es un exfutbolista y director técnico colombiano sin club. Es el hermano de Andrés Escobar, futbolista asesinado en el año 1994 después de su participación con la Selección Colombia en el Mundial de Estados Unidos.

## Trayectoria

### Como jugador
A finales de los años 1970, integró la selección juvenil de Antioquia. Aun estando en ella, en 1980 fue requerido por el Atlético Nacional; sin embargo, un reglamento de la época del equipo departamental antioqueño le impedía incorporarse a la plantilla del cuadro profesional verde. En 1981 fue convocado a la selección colombiana juvenil dirigida por Eduardo Retat, la cual participó en un torneo amistoso en Brasil y otro, el Juventud de América en Ecuador. En este mismo equipo estaba Carlos Valderrama.
Durante 1981 estuvo entrenando con el Atlético Nacional al mando de Osvaldo Juan Zubeldía. En 1982 se vincula definitivamente al cuadro verde cuyos técnicos eran Miguel Ángel 'el Zurdo' López y Darío López.
Tras varias temporadas en el conjunto verdolaga, pasó al Deportivo Pereira. Su experiencia con el conjunto matecaña le permitió desarrollar la habilidad para cobrar tiros libres desde el costado derecho.
En 1987 llega al América, equipo con el que participó en la Copa Libertadores y salió subcampeón tanto del torneo colombiano como del continental.
Jugó también en otros equipos como el Sporting de Barranquilla. Para la temporada 1990 decide retirarse parcialmente y acompañar a su hermano (Andrés) en su etapa por el Young Boys de Suiza. A su regreso al país militó por Millonarios, tiene una segunda etapa por el Deportivo Pereira y posteriormente ficharía con el Deportes Quindío en donde se retira de la actividad profesional para luego años más tarde convertirse en director técnico.

### Como técnico
Sus inicios como entrenador los tuvo de la mano de su tutor Juan José Peláez. En 1998 dirigió al Deportivo Rionegro en la Primera B, regresando en 1999 para ser asistente de Luis Fernando Suárez en Atlético Nacional. Luego fue entrenador del Estudiantes de Mérida, con el que ganó el Torneo Apertura 2001 y quedó subcampeón de la temporada 2001-2002 de la Primera División de Venezuela. En noviembre del 2002 renunció a su cargo y regresó a Colombia para ser asistente técnico de Juan José Peláez en Atlético Nacional durante 2003.
En 2005 dirigió con éxito al Atlético Nacional ya que lo llevó a la conquista de su octavo título en la Categoría Primera A colombiana al ganar el Torneo Apertura.
 Luego, en 2006, tras ser eliminado el club 'Verdolaga' de la Copa Libertadores, fue destituido de su cargo el 7 de marzo.
En el Clausura de 2006 dirigió al Deportivo Pasto, donde logró poner al equipo en la ronda de cuadrangulares.
En 2007 dirigió al Once Caldas entre el 12 de mayo y el 23 de noviembre, club del cual salió por diferencias con los directivos luego de un presunto acto de indisciplina por parte del futbolista Dayro Moreno. En 2008 fue contratado por el Junior de Barranquilla, con el principal objetivo de escapar de la zona de descenso. Luego de un partido ganado y seis derrotas consecutivas con el equipo costeño en el Torneo Apertura, fue destituido de su cargo.
En el segundo semestre de 2008 fue contratado como nuevo entrenador del Independiente Medellín, reemplazando a Juan José Peláez, llevando al club a ser subcampeón del Torneo Finalización tras caer en la final con América de Cali. En 2009 renunció a su cargo luego que el Independiente Medellín finalizara último del Torneo Apertura, y tras la eliminación en la fase de grupos de la Copa Libertadores 2009.
El 13 de noviembre de 2009 llegó a dirigir al Bolívar de La Paz. Con el club perdió la final del Torneo Clausura 2009. Perdió la final del torneo de Play-Offs. Ganó la Copa Aerosur pero por penales y después de un torneo más bien mediocre, luego disputó la Copa Libertadores 2010 donde solamente ganó un partido en la fase de grupos. El 7 de junio de 2010 fue destituido del cargo.
El 24 de diciembre de 2010 se confirmó su regreso como entrenador del Atlético Nacional en Colombia. En el 2011 es campeón con el Atlético Nacional siendo esté el primer título de la época dorada de la institución antes de la llegada de Juan Carlos Osorio. Dimite del cargo el día 30 de abril de 2012.
En diciembre de 2012 es llamado para dirigir a Once Caldas, llevándolo a clasificar dos cuadrangulares seguidos, después de que el equipo durara todo un año sin llegar a esta instancia. A pesar de no ser relevante en estos cuadrangulares, logró sacar del anonimato a algunos jugadores buenos. En diciembre del 2013, el club rescinde de sus servicios, por diferencia económicas.
El 31 de octubre de 2014 es llamado para dirigir a La Equidad para mejorar resultados. Después de una mala campaña en abril de 2016 se marcharía del club capitalino.
El 8 de diciembre de 2016 se presentado como nuevo entrenador del Deportivo Táchira para afrontar la temporada 2017. El día 11 de octubre de 2017 fue despedido del cargo pese a tener un buen rendimiento deportivo.
El día 1 de noviembre de 2017 es contratado por la Universidad Católica de Ecuador dirigiendo los últimos 5 partidos del año. El 25 de octubre de 2021 presentó su renuncia a la institución camarata.

## Clubes

### Jugador
| Club                     | País     | Año       |
| ------------------------ | -------- | --------- |
| Atlético Nacional        | Colombia | 1980-1984 |
| Deportivo Pereira        | Colombia | 1984-1987 |
| América de Cali          | Colombia | 1987-1988 |
| Sporting de Barranquilla | Colombia | 1989      |
| Millonarios              | Colombia | 1991      |
| Deportivo Pereira        | Colombia | 1992      |
| Deportes Quindío         | Colombia | 1992-1993 |

### Asistente
| Club              | País     | Año       | Asistente De         |
| ----------------- | -------- | --------- | -------------------- |
| Atlético Nacional | Colombia | 1999-2000 | Luis Fernando Suárez |
| Deportivo Cali    | Colombia | 2001      | Luis Fernando Suárez |
| Atlético Nacional | Colombia | 2003-2004 | Juan José Peláez     |

### Entrenador
| Club                   | País      | Año       | Partidos dirigidos |
| ---------------------- | --------- | --------- | ------------------ |
| Deportivo Rionegro     | Colombia  | 1998      | ?                  |
| Estudiantes de Mérida  | Venezuela | 2001-2002 | 59                 |
| Atlético Nacional      | Colombia  | 2005-2006 | 57                 |
| Deportivo Pasto        | Colombia  | 2006      | 24                 |
| Once Caldas            | Colombia  | 2007      | 18                 |
| Junior                 | Colombia  | 2008      | 7                  |
| Independiente Medellín | Colombia  | 2008-2009 | 58                 |
| Bolívar                | Bolivia   | 2009-2010 | 43                 |
| Atlético Nacional      | Colombia  | 2011-2012 | 83                 |
| Once Caldas            | Colombia  | 2013      | 58                 |
| La Equidad             | Colombia  | 2014-2016 | 70                 |
| Deportivo Táchira      | Venezuela | 2017      | 35                 |
| Universidad Cátolica   | Ecuador   | 2017-2021 | 146                |
| Universidad de Chile   | Chile     | 2022      | 13                 |
| Aucas                  | Ecuador   | 2023      | 16                 |
| Orense                 | Ecuador   | 2024-2025 | 24                 |

## Estadísticas como entrenador
| Equipo                            | Torneo                  | Partidos    | Partidos    | Partidos    | Partidos    | Partidos |
| Equipo                            | Torneo                  | PD          | PG          | PE          | PP          | Efe %    |
| --------------------------------- | ----------------------- | ----------- | ----------- | ----------- | ----------- | -------- |
| Deportivo Rionegro · Colombia     |                         |             |             |             |             |          |
| Primera B 1998                    | Desconocido             | Desconocido | Desconocido | Desconocido | Desconocido |          |
| Total                             | --                      | --          | --          | --          | --          |          |
| Estudiantes de Mérida · Venezuela |                         |             |             |             |             |          |
| Apertura 2001                     | 18                      | 9           | 6           | 3           | 61.11%      |          |
| Clausura 2002                     | 18                      | 6           | 6           | 6           | 44.44%      |          |
| Final 2001-02                     | 2                       | 0           | 2           | 0           | 33.33%      |          |
| Apertura 2002                     | 15                      | 5           | 5           | 5           | 44.44%      |          |
| Copa Pre-Libertadores 2003        | 6                       | 2           | 1           | 3           | 38.89%      |          |
| Total                             | 59                      | 22          | 20          | 17          | 48.59%      |          |
| Atlético Nacional · Colombia      |                         |             |             |             |             |          |
| Liga 2005                         | 44                      | 21          | 17          | 6           | 60.61%      |          |
| Copa Sudamericana 2005            | 6                       | 3           | 1           | 2           | 55.56%      |          |
| Liga 2006                         | 5                       | 1           | 1           | 3           | 26.67%      |          |
| Copa Libertadores 2006            | 2                       | 1           | 0           | 1           | 50%         |          |
| Total                             | 57                      | 26          | 19          | 12          | 56.72%      |          |
| Deportivo Pasto · Colombia        |                         |             |             |             |             |          |
| Liga 2006                         | 24                      | 11          | 5           | 8           | 52.77%      |          |
| Total                             | 24                      | 11          | 5           | 8           | 52.77%      |          |
| Once Caldas · Colombia            |                         |             |             |             |             |          |
| Liga 2007                         | 18                      | 8           | 5           | 5           | 53.7%       |          |
| Total                             | 18                      | 8           | 5           | 5           | 53.7%       |          |
| Junior de Barranquilla · Colombia |                         |             |             |             |             |          |
| Liga 2008                         | 6                       | 1           | 1           | 4           | 22.23%      |          |
| Copa Colombia 2008                | 1                       | 0           | 0           | 1           | 0%          |          |
| Total                             | 7                       | 1           | 1           | 5           | 19.05%      |          |
| Independiente Medellín · Colombia |                         |             |             |             |             |          |
| Liga 2008                         | 24                      | 11          | 5           | 8           | 52.77%      |          |
| Copa Colombia 2008                | 3                       | 2           | 0           | 1           | 66.67%      |          |
| Liga 2009                         | 18                      | 2           | 5           | 11          | 20.37%      |          |
| Copa Colombia 2009                | 5                       | 2           | 3           | 0           | 60%         |          |
| Copa Libertadores 2009            | 8                       | 2           | 5           | 1           | 45.83%      |          |
| Total club                        | 58                      | 19          | 18          | 21          | 43.1%       |          |
| Club Bolivar · Bolivia            |                         |             |             |             |             |          |
| Liga 2009                         | 9                       | 4           | 3           | 2           | 55.55%      |          |
| Liga 2010                         | 22                      | 12          | 3           | 7           | 59.1%       |          |
| Copa Aerosur 2010                 | 6                       | 2           | 4           | 0           | 55.55%      |          |
| Copa Libertadores 2010            | 6                       | 1           | 1           | 4           | 22.23%      |          |
| Total                             | 43                      | 19          | 11          | 13          | 52.72%      |          |
| Atlético Nacional · Colombia      |                         |             |             |             |             |          |
| Liga 2011                         | 42                      | 18          | 10          | 14          | 50.8%       |          |
| Copa Colombia 2011                | 16                      | 8           | 5           | 3           | 60.42%      |          |
| Liga 2012                         | 13                      | 4           | 3           | 6           | 38.46%      |          |
| Copa Colombia 2012                | 6                       | 3           | 3           | 0           | 66.67%      |          |
| Copa Libertadores 2012            | 6                       | 3           | 2           | 1           | 61.11%      |          |
| Total                             | 83                      | 36          | 23          | 24          | 52.61%      |          |
| Total Atlético Nacional           | Total Atlético Nacional | 140         | 62          | 42          | 36          | 54.29%   |
| Once Caldas · Colombia            |                         |             |             |             |             |          |
| Liga 2013                         | 48                      | 18          | 12          | 18          | 52.38%      |          |
| Copa Colombia 2013                | 10                      | 3           | 3           | 4           | 40%         |          |
| Total                             | 58                      | 21          | 15          | 22          | 44.83%      |          |
| Total Once Caldas                 | Total Once Caldas       | 76          | 29          | 20          | 27          | 46.93%   |
| La Equidad · Colombia             |                         |             |             |             |             |          |
| Liga 2014                         | 2                       | 0           | 1           | 1           | 16.67%      |          |
| Liga 2015                         | 40                      | 14          | 12          | 14          | 45%         |          |
| Copa Colombia 2015                | 8                       | 2           | 3           | 3           | 37.5%       |          |
| Liga 2016                         | 14                      | 2           | 5           | 7           | 26.19%      |          |
| Copa Colombia 2016                | 6                       | 4           | 2           | 0           | 77.78%      |          |
| Total                             | 70                      | 22          | 23          | 25          | 42.38%      |          |
| Deportivo Táchira · Venezuela     |                         |             |             |             |             |          |
| Primera División 2017             | 31                      | 16          | 10          | 5           | 62.36%      |          |
| Copa Venezuela 2017               | 2                       | 0           | 1           | 1           | 16.67%      |          |
| Copa Libertadores 2017            | 2                       | 0           | 1           | 1           | 16.67%      |          |
| Total club                        | 35                      | 16          | 12          | 7           | 57.14%      |          |
| Universidad Católica · Ecuador    |                         |             |             |             |             |          |
| Serie A 2017                      | 5                       | 1           | 0           | 4           | 20%         |          |
| Serie A 2018                      | 44                      | 19          | 8           | 17          | 49.24%      |          |
| Copa Ecuador 2018-19              | 2                       | 0           | 0           | 2           | 0%          |          |
| Serie A 2019                      | 32                      | 17          | 5           | 10          | 58.34%      |          |
| Copa Sudamericana 2019            | 6                       | 3           | 1           | 2           | 55.56%      |          |
| Serie A 2020                      | 30                      | 14          | 9           | 7           | 56.67%      |          |
| Copa Sudamericana 2020            | 2                       | 1           | 0           | 1           | 50%         |          |
| Serie A 2021                      | 21                      | 10          | 7           | 4           | 58.73%      |          |
| Copa Libertadores 2021            | 4                       | 1           | 1           | 2           | 33.33%      |          |
| Total                             | 146                     | 66          | 31          | 49          | 52.29%      |          |
| Universidad de Chile · Chile      |                         |             |             |             |             |          |
| 2022                              | 13                      | 3           | 2           | 8           | 24.24%      |          |
| Total                             | 13                      | 3           | 2           | 8           | 24.24%      |          |
| Aucas · Ecuador                   |                         |             |             |             |             |          |
| 2023                              | 15                      | 6           | 7           | 2           | 55.56%      |          |
| Copa Libertadores 2023            | 1                       | 0           | 0           | 1           | 0%          |          |
| Total                             | 16                      | 6           | 7           | 3           | 52.08%      |          |
| Orense · Ecuador                  |                         |             |             |             |             |          |
| 2024                              | 19                      | 9           | 4           | 6           | 54.39%      |          |
| 2025                              | 5                       | 2           | 0           | 3           | 40%         |          |
| Total                             | 24                      | 11          | 4           | 9           | 51.39%      |          |
| Consolidado Total                 | Consolidado Total       | 686         | 276         | 188         | 222         | 49.37%   |

## Palmarés

### Como entrenador
| Título          | Club                  | País      | Año  |
| --------------- | --------------------- | --------- | ---- |
| Torneo Apertura | Estudiantes de Mérida | Venezuela | 2001 |
| Torneo Apertura | Atlético Nacional     | Colombia  | 2005 |
| Copa Aerosur    | Bolívar               | Bolivia   | 2010 |
| Torneo Apertura | Atlético Nacional     | Colombia  | 2011 |